# Портер, Отто
Отто Портер-младший (англ. Otto Porter Jr.; род. 3 июня 1993 года в Сент-Луисе, штат Миссури, США) — американский профессиональный баскетболист, он отыграл одиннадцать сезонов в Национальной баскетбольной ассоциации. На драфте НБА 2013 года был выбран «Вашингтон Уизардс» в первом раунде под общим третьим номером. Ещё до драфта Портеру сулили высокий драфт-пик.

## Карьера в средней школе
Портер учился в Центральной средней школе округа Скотт, в район которой входят небольшие населенные пункты Морли, Вандузер, Хейвуд-Сити и часть сельской местности Сикестона. В младшем и старшем классах он стал чемпионом штата, приведя команду «Брейвз» к трем подряд чемпионским титулам и завоевав для своей школы рекордный для штата 15-й титул. В выпускном классе он помог команде «Брейвз» добиться рекорда в 29 побед и 2 поражения, набирая в среднем 30 очков и 14 подборов за игру.
В 2011 году Портер был признан сайтом Rivals.com четырехзвездочным новобранцем, а в 2011 году он был назван №8 среди мощных форвардов и №37 среди всех игроков страны.

## Карьера в колледже
Портер подписал соглашение о намерениях с командой «Джорджтаун Хойас» и провел свой первый матч 12 ноября 2011 года против «Саванны Стэйт», набрав 9 очков, сделав 8 подборов и 3 блока. На первом курсе Портер набирал в среднем 9,7 очка за игру и 6,8 подбора за игру. На втором курсе он почти удвоил свои показатели, набирая в среднем 16,2 очка и 7,5 подбора за игру.
По окончании сезона 2012/13 Портер привел свою команду к рекорду 25-7, что помогло занять второе место в мужском баскетбольном турнире NCAA Division I. За свои усилия Портер был назван баскетболистом года конференции Big East и стал финалистом Naismith Trophy и Wooden Award. Портер набрал 13 очков и сделал 11 подборов в поражении в первом раунде от «Флориды Гульф Коаст».
15 апреля 2013 года Портер объявил о своем решении отказаться от двух последних лет обучения и принять участие в драфте НБА.

## Профессиональная карьера

### Вашингтон Уизардс (2013—2019)

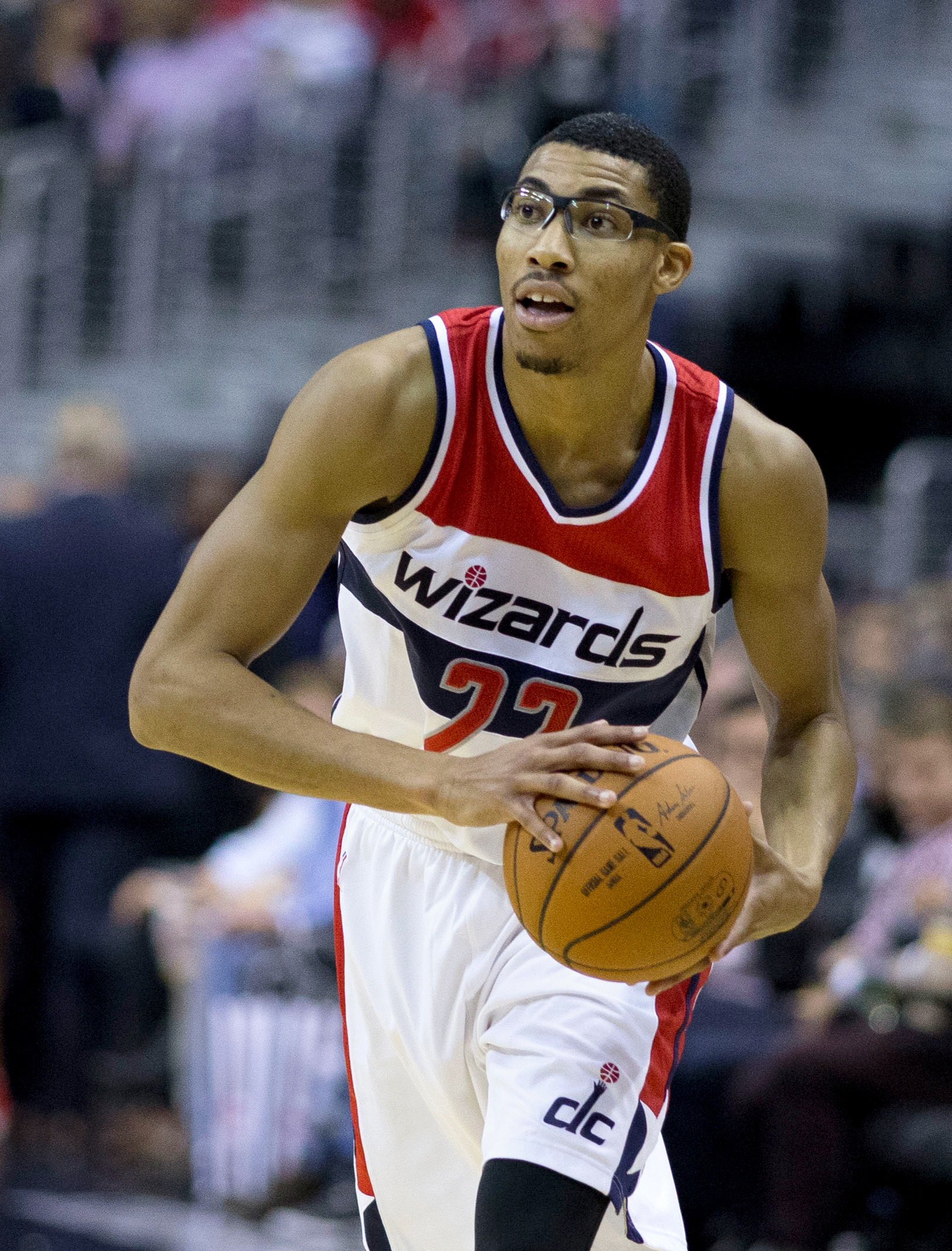
Отто Портер в 2014 году

Портер был выбран «Вашингтон Уизардс» под третьим общим номером на драфте НБА 2013 года, однако пропустил тренировочный лагерь и первые 18 игр сезона 2013/14 из-за травмы бедра. Он дебютировал в НБА 6 декабря, не набрав ни одного очка за 14 минут в матче с «Милуоки Бакс». В апреле 2014 года он дважды набирал максимальные за сезон девять очков. 1 ноября 2014 года он набрал 19 из своих максимальных на тот момент в карьере 21 очка во второй половине матча «Уизардс», выигранного у «Бакс» со счетом 108:97. 7 ноября 2015 года он набрал 23 очка в матче с «Атлантой Хокс», установив новый карьерный рекорд. 12 декабря 2015 года Портер набрал 28 очков в матче с «Даллас Маверикс».
9 ноября 2016 года Портер набрал максимальные в карьере 34 очка в победе над «Бостон Селтикс» со счетом 118-93. 26 декабря он набрал 32 очка, сделал максимальные в карьере пять трехочковых и взял 13 подборов в победе над «Милуоки Бакс» со счетом 107-102. 18 января он установил новый карьерный максимум, забросив шесть трехочковых и набрав 25 очков в победе над «Мемфис Гриззлис» со счетом 104-101.  Второй раз подряд он забросил шесть трехочковых 19 января, набрав 23 очка в победе над «Нью-Йорк Никс» со счетом 113:110. В сезоне 2016/17 Портер вышел в старте в 80 играх и установил карьерные максимумы по количеству очков (13,4 очка за игру), подборов (6,4) и перехватов (1,5), при этом набирая 51,6 % с игры и 43,4 % с трехочковой дистанции. По данным статистики ESPN «Плюс/Минус» Портер был самым эффективным игроком в НБА среди 115 игроков, проведших не менее 800 владений. Его процент попадания трехочковых был четвертым лучшим в НБА.

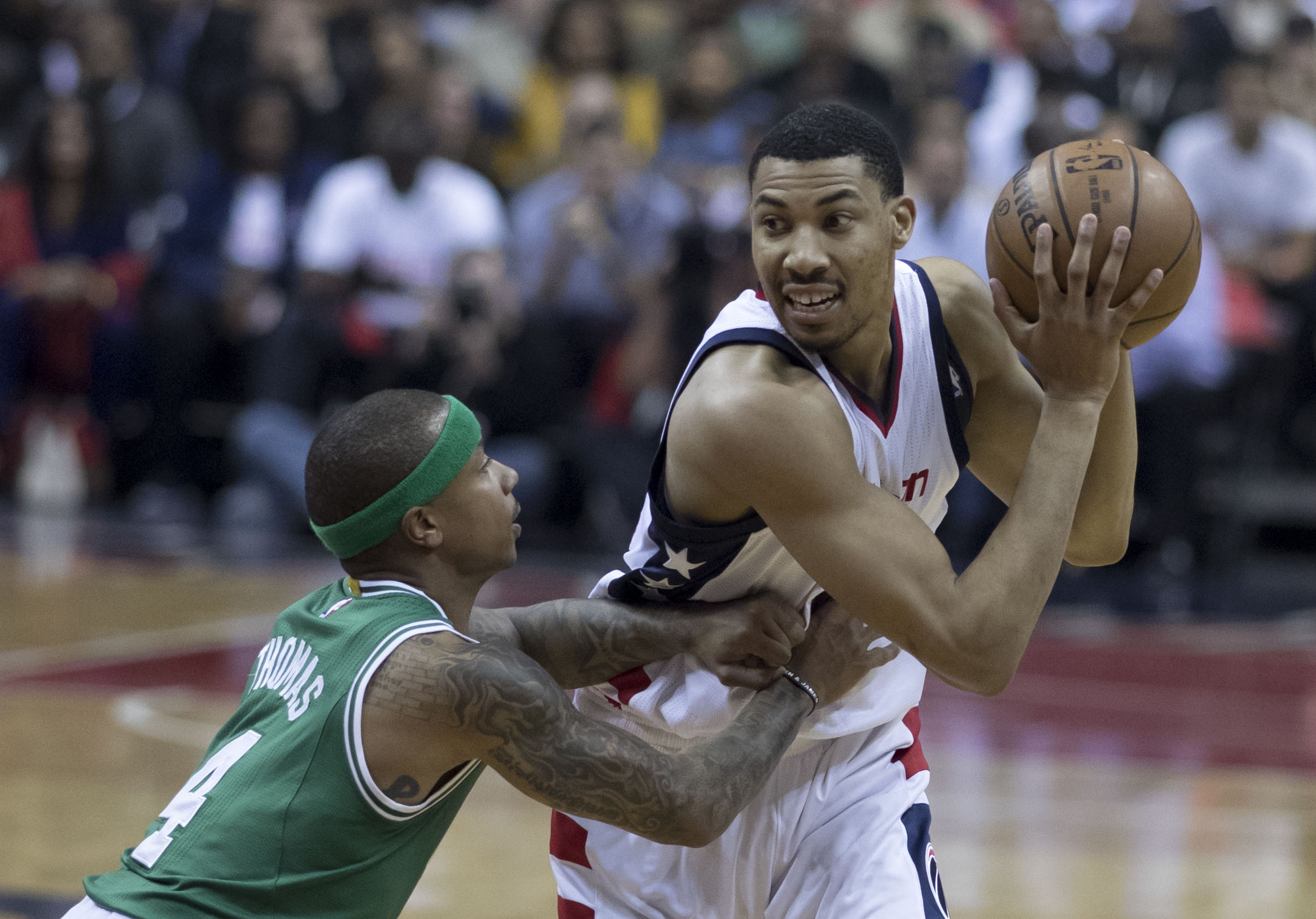
Портер в мае 2017 года в матче против «Бостон Селтикс»

4 июля 2017 года «Бруклин Нетс» предложили Портеру четырехлетний контракт на сумму 106,5 млн долларов - максимум, который они могли ему предложить. 13 июля «Уизардс» объявили, что команда сохранила право первоочередного выбора и согласовала предложение, сделанное Портеру «Нетс». 27 октября Портер набрал 29 очков в матче с «Голден Стэйт Уорриорз». 29 декабря он реализовал семь трехочковых и набрал 26 очков в матче с «Хьюстон Рокетс» (121:103). 28 февраля, также против «Уорриорз», Портер повторил свой рекорд сезона, набрав 29 очков.
24 ноября 2018 года Портер набрал максимальные в сезоне 29 очков в победе над «Нью-Орлеан Пеликанс» со счетом 124-114. 2 января он вернулся в состав в матче против «Атланты Хокс», пропустив 10 игр из-за ушиба правого колена. После возвращения он выходил на замену в 13 матчах подряд, а 30 января в игре против «Индианы Пэйсерс» вышел в старте и повредил большой палец левой ноги.

### Чикаго Буллз (2019—2021)
6 февраля 2019 года был обменян в «Чикаго Буллз». В составе «Буллз» за три неполных сезона сыграл всего 54 матча.

### Орландо Мэджик (2021)
25 марта 2021 года был обменян в «Орландо Мэджик», в составе которых провёл всего 3 матча.

### Голден Стэйт Уорриорз (2021—2022)
6 августа 2021 года подписал контракт с «Голден Стэйт Уорриорз» на 2,4 млн долларов на условиях ветеранского минимума. В сезоне 2021/22 играл в среднем 22,2 минуты и набирал 8,2 очка. В плей-офф провёл 19 матчей (три в старте), играя в среднем 19,5 минут и помог «Уорриорз» стать чемпионами.

### Торонто Рэпторс (2022—2024)
6 июля 2022 года 29-летний Портер подписал двухлетний контракт с «Торонто Рэпторс» на 12,4 млн долларов. 10 января 2023 года, сыграв всего восемь матчей в сезоне, Портер перенес операцию на левой ноге, из-за которой выбыл до конца сезона.

### Юта Джаз (2024)
8 февраля 2024 года Портер был обменян в «Юту Джаз» вместе с Кайрой Льюисом (младшим) и пиком первого раунда драфта 2024 года в обмен на Келли Олиника и Очая Агбаджи. Тем не менее, Портер не сыграл ни одного матча за «Юту». «Джаз» отказались от Портера 11 марта 2024 года.
11 марта Портер объявил о завершении карьеры баскетболиста.

## Статистика

### Статистика в НБА
| Сезон                                                                                    | Команда      | Регулярный сезон | Регулярный сезон | Регулярный сезон | Регулярный сезон | Регулярный сезон | Регулярный сезон | Регулярный сезон | Регулярный сезон | Регулярный сезон | Регулярный сезон | Регулярный сезон | Серия плей-офф | Серия плей-офф | Серия плей-офф | Серия плей-офф | Серия плей-офф | Серия плей-офф | Серия плей-офф | Серия плей-офф | Серия плей-офф | Серия плей-офф | Серия плей-офф |
| Сезон                                                                                    | Команда      | GP               | GS               | MPG              | FG%              | 3P%              | FT%              | RPG              | APG              | SPG              | BPG              | PPG              | GP             | GS             | MPG            | FG%            | 3P%            | FT%            | RPG            | APG            | SPG            | BPG            | PPG            |
| ---------------------------------------------------------------------------------------- | ------------ | ---------------- | ---------------- | ---------------- | ---------------- | ---------------- | ---------------- | ---------------- | ---------------- | ---------------- | ---------------- | ---------------- | -------------- | -------------- | -------------- | -------------- | -------------- | -------------- | -------------- | -------------- | -------------- | -------------- | -------------- |
| 2013/14                                                                                  | Вашингтон    | 37               | 0                | 8,6              | 36,3             | 19,0             | 66,7             | 1,5              | 0,3              | 0,2              | 0,0              | 2,1              | 3              | 0              | 2,0            | 33,3           | 0,0            | -              | 0,0            | 0,0            | 0,0            | 0,0            | 0,7            |
| 2014/15                                                                                  | Вашингтон    | 74               | 13               | 19,4             | 45,0             | 33,7             | 73,4             | 3,0              | 0,9              | 0,6              | 0,4              | 6,0              | 10             | 0              | 33,1           | 44,3           | 37,5           | 47,6           | 8,0            | 1,8            | 1,2            | 0,2            | 10,0           |
| 2015/16                                                                                  | Вашингтон    | 75               | 73               | 30,3             | 47,3             | 36,7             | 75,4             | 5,2              | 1,6              | 1,4              | 0,4              | 11,6             | Не участвовал  | Не участвовал  | Не участвовал  | Не участвовал  | Не участвовал  | Не участвовал  | Не участвовал  | Не участвовал  | Не участвовал  | Не участвовал  | Не участвовал  |
| 2016/17                                                                                  | Вашингтон    | 80               | 80               | 32,6             | 51,6             | 43,4             | 83,2             | 6,4              | 1,5              | 1,5              | 0,5              | 13,4             | 13             | 13             | 32,9           | 53,2           | 28,2           | 88,6           | 6,9            | 1,8            | 1,6            | 0,5            | 12,2           |
| 2017/18                                                                                  | Вашингтон    | 77               | 77               | 31,6             | 50,3             | 44,1             | 82,8             | 6,4              | 2,0              | 1,5              | 0,5              | 14,7             | 5              | 5              | 31,6           | 48,8           | 41,7           | 62,5           | 5,0            | 1,6            | 1,2            | 1,0            | 10,0           |
| 2018/19                                                                                  | Вашингтон    | 41               | 28               | 29,0             | 45,7             | 36,9             | 76,6             | 5,6              | 2,0              | 1,6              | 0,5              | 12,6             | Не участвовал  | Не участвовал  | Не участвовал  | Не участвовал  | Не участвовал  | Не участвовал  | Не участвовал  | Не участвовал  | Не участвовал  | Не участвовал  | Не участвовал  |
| 2018/19                                                                                  | Чикаго       | 15               | 15               | 32,8             | 48,3             | 48,8             | 90,6             | 5,5              | 2,7              | 1,2              | 0,6              | 17,5             | Не участвовал  | Не участвовал  | Не участвовал  | Не участвовал  | Не участвовал  | Не участвовал  | Не участвовал  | Не участвовал  | Не участвовал  | Не участвовал  | Не участвовал  |
| 2019/20                                                                                  | Чикаго       | 14               | 9                | 23,6             | 44,3             | 38,7             | 70,4             | 3,4              | 1,8              | 1,1              | 0,4              | 11,9             | Не участвовал  | Не участвовал  | Не участвовал  | Не участвовал  | Не участвовал  | Не участвовал  | Не участвовал  | Не участвовал  | Не участвовал  | Не участвовал  | Не участвовал  |
| 2020/21                                                                                  | Чикаго       | 25               | 6                | 21,6             | 44,1             | 40,0             | 83,8             | 5,5              | 2,0              | 0,5              | 0,2              | 9,9              | Не участвовал  | Не участвовал  | Не участвовал  | Не участвовал  | Не участвовал  | Не участвовал  | Не участвовал  | Не участвовал  | Не участвовал  | Не участвовал  | Не участвовал  |
| 2020/21                                                                                  | Орландо      | 3                | 0                | 22,0             | 36,0             | 11,1             | 100,0            | 4,7              | 1,7              | 1,3              | 0,0              | 8,0              | Не участвовал  | Не участвовал  | Не участвовал  | Не участвовал  | Не участвовал  | Не участвовал  | Не участвовал  | Не участвовал  | Не участвовал  | Не участвовал  | Не участвовал  |
| 2021/22                                                                                  | Голден Стэйт | 63               | 15               | 22,2             | 46,4             | 37,0             | 80,3             | 5,7              | 1,5              | 1,1              | 0,5              | 8,2              | 19             | 3              | 19,5           | 49,4           | 40,4           | 77,8           | 3,4            | 1,8            | 0,9            | 0,3            | 5,4            |
| 2022/23                                                                                  | Торонто      | 8                | 2                | 18,3             | 50,0             | 35,3             | 100,0            | 2,4              | 1,0              | 1,4              | 0,0              | 5,5              | Не участвовал  | Не участвовал  | Не участвовал  | Не участвовал  | Не участвовал  | Не участвовал  | Не участвовал  | Не участвовал  | Не участвовал  | Не участвовал  | Не участвовал  |
| 2023/24                                                                                  | Торонто      | 15               | 1                | 11,6             | 42,4             | 34,8             | 100,0            | 1,9              | 0,5              | 0,3              | 0,3              | 2,6              | Не участвовал  | Не участвовал  | Не участвовал  | Не участвовал  | Не участвовал  | Не участвовал  | Не участвовал  | Не участвовал  | Не участвовал  | Не участвовал  | Не участвовал  |
|                                                                                          | Всего        | 527              | 319              | 25,4             | 47,7             | 39,7             | 79,7             | 4,9              | 1,5              | 1,1              | 0,4              | 10,3             | 50             | 21             | 25,9           | 49,1           | 35,9           | 72,6           | 5,2            | 1,7            | 1,1            | 0,4            | 8,2            |
| Наведите курсор мыши на аббревиатуры в заголовке таблицы, чтобы прочесть их расшифровку. |              |                  |                  |                  |                  |                  |                  |                  |                  |                  |                  |                  |                |                |                |                |                |                |                |                |                |                |                |

### Статистика в NCAA
| Сезон | Команда    | Conf     | Class | GP | GS | MPG  | FG%  | 3P%  | FT%  | RPG | APG | SPG | BPG | PPG  |
| --- | ---------- | -------- | ----- | -- | -- | ---- | ---- | ---- | ---- | --- | --- | --- | --- | ---- |
| 2011/12 | Джорджтаун | Big East | FR    | 33 | 8  | 29,7 | 52,5 | 22,6 | 70,2 | 6,8 | 1,5 | 1,1 | 0,8 | 9,7  |
| 2012/13 | Джорджтаун | Big East | SO    | 31 | 30 | 35,4 | 48,0 | 42,2 | 77,7 | 7,5 | 2,7 | 1,8 | 0,9 | 16,2 |
| Всего | Всего      | Всего    | Всего | 64 | 38 | 32,5 | 49,8 | 35,5 | 75,1 | 7,1 | 2,1 | 1,5 | 0,9 | 12,8 |
| Наведите курсор мыши на аббревиатуры в заголовке таблицы, чтобы прочесть их расшифровку Статистика приведена с сайта sports-reference.com |            |          |       |    |    |      |      |      |      |     |     |     |     |      |